# Walenty Kulikowski
Walenty Kulikowski (Kuligowski) herbu Drogomir – pisarz ziemski nurski.
Poseł na sejm 1582 roku z ziemi nurskiej.